# Weldon B. Heyburn

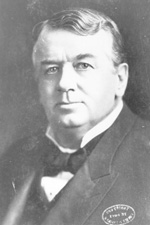
Weldon B. Heyburn

Weldon Brinton Heyburn, född 23 maj 1852 i Delaware County, Pennsylvania, död 17 oktober 1912 i Washington, D.C., var en amerikansk republikansk politiker. Han representerade delstaten Idaho i USA:s senat från 4 mars 1903 fram till sin död.
Heyburn studerade vid University of Pennsylvania. Han studerade därefter juridik och inledde 1876 sin karriär som advokat i Pennsylvania. Han flyttade 1883 till Idahoterritoriet.
Heyburn kandiderade 1898 till USA:s representanthus men förlorade mot Silver Republican Partys kandidat Edgar Wilson. Heyburn efterträdde 1903 Henry Heitfeld som senator för Idaho. Han omvaldes 1909.
Heyburns grav finns på Birmingham-Lafayette Cemetery i Chester County, Pennsylvania. Berget Mount Heyburn och staden Heyburn har fått sina namn efter Weldon B. Heyburn.